# Monte de Piedad y Caja de Ahorros de Ronda

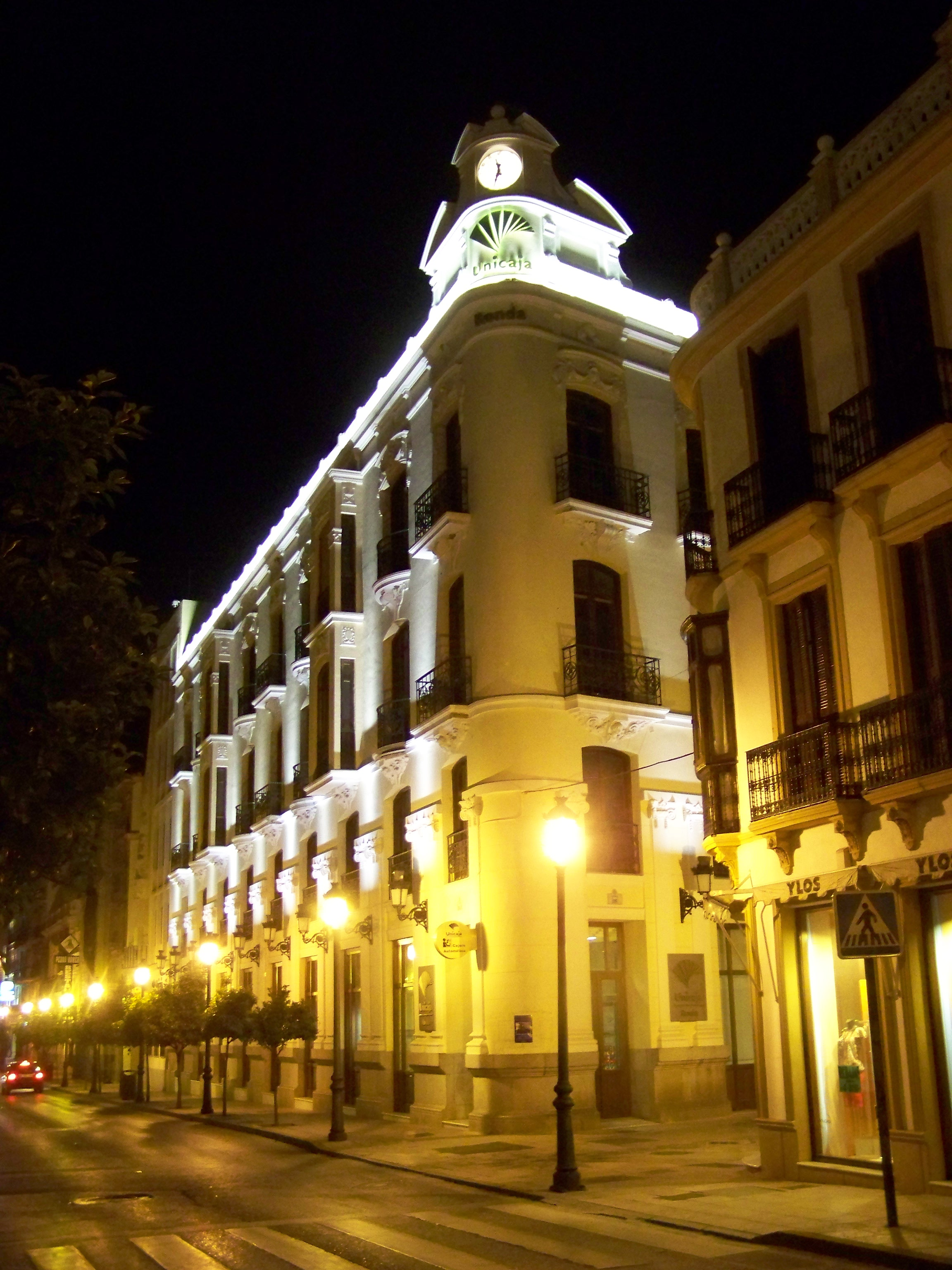
Sede de Unicaja en Ronda.

El Monte de Piedad y Caja de Ahorros de Ronda fue un monte de piedad y caja de ahorros fundada en Ronda en 1909. En 1991 se unió con la Caja de Ahorros y Monte de Piedad de Cádiz, el Monte de Piedad y Caja de Ahorros de Almería, la Caja de Ahorros Provincial de Málaga y la Caja de Ahorros y Préstamos de Antequera para constituir el Monte de Piedad y Caja de Ahorros de Ronda, Cádiz, Almería, Málaga y Antequera, comercialmente conocida como Unicaja.
El fondo inicial de la sociedad era de diez mil pesetas, procedentes del patrimonio de María Teresa Holgado Vázquez de Mondragón, marquesa de Moctezuma. En sus inicios, el horario de atención al público era de dos a cuatro de la tarde y sólo abría los domingos. Su primera caja fuerte fue  instalada gracias a un crédito de 225 pesetas del ayuntamiento de Ronda.
Uno de sus presidentes más destacados fue D. Juan de la Rosa Mateos, quien situó a la Caja de Ahorros de Ronda como la primera caja de ahorros de Andalucía gracias a sus éxitos en la obra social y en la gestión al frente de la entidad. Poco después de su fallecimiento, la entidad se fusionó formando Unicaja en el año 1991. Su sede social se encuentra localizada en la actual sucursal de Unicaja n.º 0168 en la Calle Carrera Espinel, n.º 69 de Ronda (Málaga).